# Léon Wieger
Georges Frédéric Léon Wieger, va néixer el 9 de juliol de 1856 a Estrasburg (França) i va morir al districte de Xian a Hebei (Xina) el 25 de Mars de 1933. Fou un Metge i sacerdot jesuïta francès, famós com missioner i sinòleg, que passà la major part de la seva vida adulta a la Xina, sobretot al Vicariat Apostòlic de Tché-li Sud-Est (fundat el 1856), que més tard esdevingué el Vicariat Apostòlic de Xianxian (1924) i després la Diòcesi de Sien-Hsien.

## Biografia
Alsacià, fill d'un professor de medicina a la Universitat d'Estrasburg i metge de formació (com Albert Schweitzer), Wieger va exercir la medicina durant dos anys abans d'entrar al noviciat de la Companyia de Jesús el 21 de gener de 1881 a Tronchiennes (Bèlgica).
Ordenat sacerdot el dia 31 de juliol de 1887, Léon Wieger marxa el mateix any per a la missió de Tche-li Sud-Est. Es preocupava principalment per la higiene i practicava la medicina. A partir de 1893, el seu superior religiós el va dirigir cap a l'estudi del xinès i de les tasques més intel·lectuals. Les seves investigacions el van portar a fer importants contribucions al camp del folklore xinès així com al budisme i el taoisme. A més del seu treball de traducció, també va dur a terme investigacions sinològiques. Els llibres del cànon taoista han estat numerats des de fa temps segons la seva presentació.
El 1905 va rebre el premi Stanislas Julien pel seu estudi del dialecte hocten. També va ser elegit membre de l'Académie des inscriptions et belles-lettres de París. .

## Obres

### Com a autor[4]
- Rudiments de parler et de style chinois, dialecte de Ho-Kien-Fou, Ho-Kien-Fou, Imprimerie de la mission catholique, 1895
- Folk-lore chinois moderne, Sien-hsien, imprimerie de la mission catholique, 1909
- La Chine à travers les âges : Précis. Index biographique. Index bibliographique, Imprimerie de la mission Catholique, 1924
- Histoire des croyances religieuses et des opinions philosophiques en Chine, avec illustrations. Première et deuxième périodes : jusqu’en 65 après J.-C.; Troisième et quatrième périodes : de 65 à nos jours. Deuxième édition, imprimerie de Hien-hien, 1922, 798 pages. Première édition, 1917.
- Caractères chinois Sien-hsien, imprimerie de la mission catholique, 3e édition 1916
- traduction du précédent: Chinese Characters: Their Origin, Etymology, History, Classification and Signification (Translated into English by L. Davrout, S.J.) New York: Paragon Book Reprint Corp. & Dover Publications, Inc. 1965

### Com a traductor[5]
- Textes philosophiques, Sien-hsien, imprimerie de la mission catholique, 1906
- Taoïsme. Tome II, Les pères du système taoïste, 1910
- Lao-Tseu, Tao-tê-king ; trad. du chinois par le R.P. Léon Wieger, introd. par Jean Varenne, Monaco, ed. du Rocher, 1991
- Bouddhisme chinois, textes établis, présentés et traduits par Léon Wieger, Paris, Cathasia, 1951